# Dov Karmi
Dov Karmi (hébreu : דב כרמי) est un architecte israélien, né en 1905 à Zhvanets (en) (Empire russe) et mort le 14 mai 1962.

## Biographie
Dov Karmi naît en 1905 à Zhvanets (en), en actuelle Ukraine. Il est le fils de Hannah et Sholom Weingarten. En 1921, les Weingarten émigrent en Palestine mandataire.
Karmi étudie d'abord l'art à l'école d'artisanat de Bezalel à Jérusalem, mais il développe un fort intérêt pour l'architecture et part poursuivre ses études à l'université de Gand, en Belgique.
Karmi collabore avec d'autres architectes, dont Zeev Rechter (en) et plus tard son propre fils Ram Karmi. Au cours de sa carrière, il conçoit plus de 200 bâtiments, pour la plupart situés à Tel Aviv. Karmi est un moderniste ; il a influencé toute une génération d'architectes israéliens.

## Prix Israël
En 1957, Karmi reçoit le prix Israël d'architecture. Il est le premier lauréat du prix dans ce domaine.
Kami épouse Haia Maklev. Le couple a deux enfants, qui deviendront tous deux des architectes reconnus. En 2002, Ram Karmi, le fils de Dov Karmi, reçoit le prix Israël d'architecture ; sa fille Ada Karmi-Melamede est récompensée du prix Israël d'architecture en 2007.

## Œuvres
- 1935 : bâtiment Zharsky, 9 rue Gordon, tel Aviv
- 1946 : agrandissement du Centre culturel de Tel Aviv (avec Zeev Rechter)
- 1948 : résidences, rue Huberman, Tel Aviv
- 1949 : bâtiment des bureaux de la Histadrout, 91–93 rue Arlozoroff, Tel Aviv
- 1953 : agrandissement du Fredric R. Mann Auditorium, Tel Aviv
- années 1950 : bâtiment Zim, boulevard Rothschild, Tel Aviv
- années 1950 : Solel Boneh Arcade (ainsi que Tamar Passage et Allenby Arcade), 111 rue Allenby, Tel Aviv (avec Arieh Sharon)
- 1955 : bâtiment Ayala Zacks, 13 avenue Ben Gourion, Tel Aviv
- 1960 : modification des plans du bâtiment de la Knesset dessinés par Ossip Klarwein[3],[4]
- 1956–1962: bâtiment des bureaux de El Al, rue Ben Yehuda, Tel Aviv (avec Ram Karmi)

Non datées
- Writers' House, rue Kaplan, Tel Aviv
- Nachmani Hall, Tel Aviv
- théâtre Cameri (aujourd'hui théâtre Beit Lessin), Tel Aviv
- ORT Singalovski High School, Tel Aviv
- tribunal rabbinique, boulevard David Hamelekh, Tel Aviv
- Hod Shopping Center, rue Dizengoff, Tel Aviv
- bâtiment de bureaux, Ramat Aviv, Tel Aviv
- maison Max-Liebling (en), 29 rue Idelson, Tel Aviv
- résidence, 1 rue Rosenbaum, Tel Aviv
- maison Elgaziz, 5 rue Zlocisty, Tel Aviv
- résidences, rue Be'eri, Tel Aviv
- maison Karmi, 19 rue Levy Yitzhak, Tel Aviv
- Bâtiment administratif et Wise Auditorium, université hébraïque de Jérusalem, campus de Givat Ram
- Bâtiment de recherche du Technion – Institut de technologie d'Israël, Haïfa

## Exposition
- 2010 : Dov Karmi, Architect-Engineer: Public Domestica, musée d'art de Tel Aviv[6]